# Corridor méditerranéen
Le corridor méditerranéen est le troisième des dix axes prioritaires du réseau transeuropéen de transport (RTE-T). 

## Présentation
Le couloir méditerranéen traverse six pays de l'Union européenne : Espagne, France, Italie, Slovénie, Croatie et Hongrie.
Il parcourt plus de 6 000 km selon l'itinéraire: Almeria - Valence - Madrid - Saragosse - Barcelone - Marseille - Lyon - Turin - Milan - Vérone - Padoue - Venise - Trieste - Koper - Ljubljana - Budapest - Záhony.

## Parcours
Le corridor est organisé en cinq axes et traverse les villes suivantes :
- Partie espagnole:
  - 1.  Algésiras-Bobadilla -Madrid-Saragosse-Tarragone
  - 2. Séville-Bobadilla -Murcie
  - 3. Carthagène-Murcie-Valence-Tarragone
- Autres pays :
  - 4. Tarragone-Barcelone-Perpignan-Marseille-Lyon-Turin-Novare-Milan-Vérone-Padoue-Venise-Ravenne-Trieste-Koper-Ljubljana-Budapest
  - 5. Ljubljana-Rijeka-Zagreb-Budapest